# Haplochromis olivaceus
Haplochromis olivaceus là một loài cá thuộc họ Cichlidae. Loài này có ở Cộng hòa Dân chủ Congo và Rwanda. Môi trường sống tự nhiên của chúng là hồ nước ngọt.